# Conector Belling-Lee

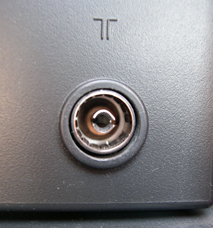
Conector hembra Belling-Lee en un televisor

El conector Belling-Lee o IEC 61169-2 - conector coaxial de radiofrecuencia tipo de 9,52, conocido coloquialmente en los países donde se utiliza como un conector de antena de televisión, como conector de antena PAL o simplemente como un conector de antena de TV , se utiliza comúnmente en Europa y Australia para conectar un cable coaxial con otros, en Antenas de VHF/ UHF terrestre, en amplificadores de señal de antena, en equipos de distribución CATV, en Televisores y en receptores de radio deFM/DAB. 
Fue inventado por Belling&Lee Ltd en Enfield, Reino Unido alrededor de 1922 en el momento de las primeras emisiones de la BBC, siendo uno de los conectores coaxiales más antiguos que aún se utilizan comúnmente en dispositivos de consumo.
El 9,52 en el nombre IEC 61169-2 - conector coaxial de radiofrecuencia tipo de 9,52 se refiere al diámetro exterior del conector macho que es 9.525 milímetros.
En su forma más común los conectores se une simplemente deslizando uno dentro del otro. Hay, sin embargo, también una variante de tornillo-tuerca que se especifica para un paso de rosca M14×1 .

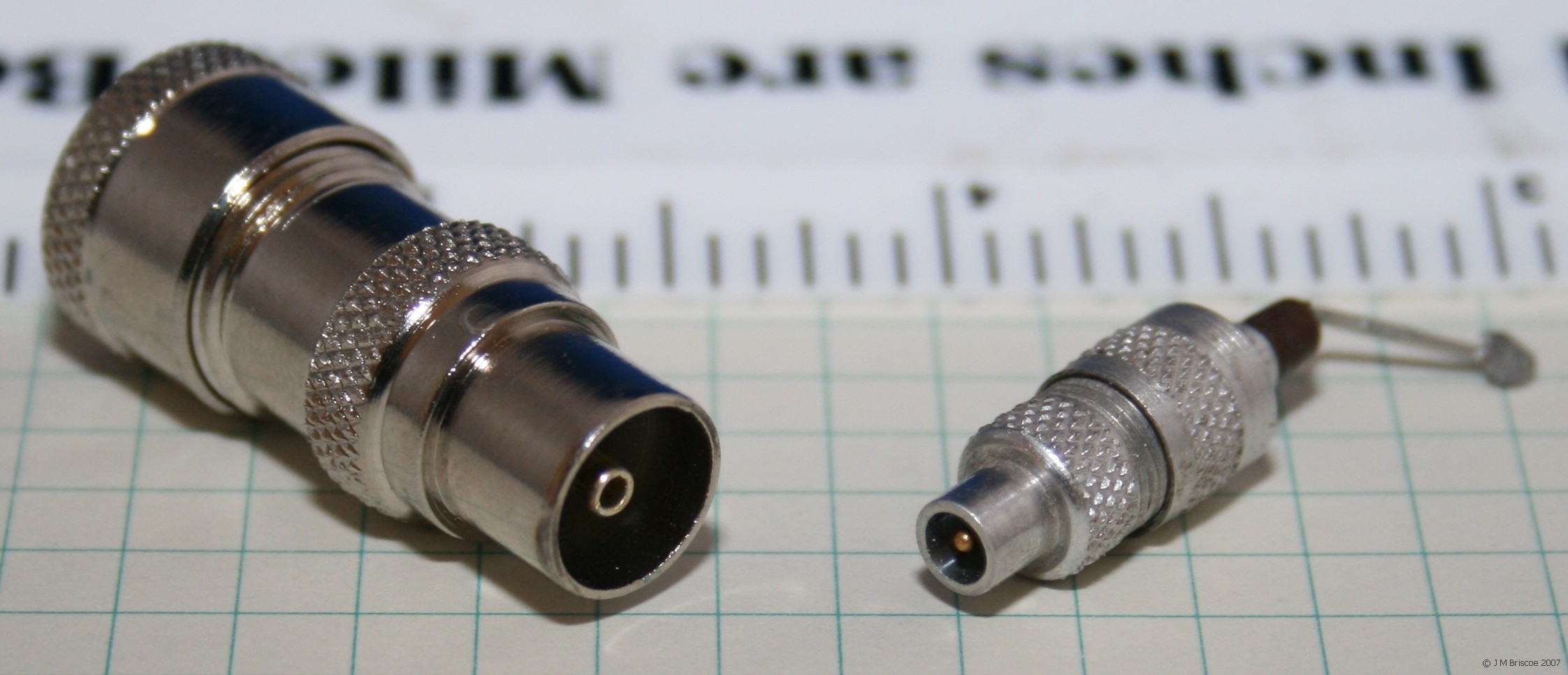
Conectores Belling-Lee: normal y miniatura

También hay un conector miniatura Belling-Lee, que se utiliza para las conexiones internas dentro de algún equipo (incluyendo BBC RC5 / 3 receptor Banda II y el STC AF101 Radio-Teléfono). La versión en miniatura tiene sólo alrededor de 4,4mm de diámetro.
Es adecuado para las instalaciones de uso doméstico, terrestre, cable y televisión por satélite con un uso parecido al conector F utilizado en los Estados Unidos para receptores terrestres.
Se requiere un poco menos de atención para la correcta instalación del conector macho al cable, que con el conector F, en el que se debe estar atento a la calidad del conector y a la coincidencia con el tamaño de cable.